# アンリ1世・ドルレアン＝ロングヴィル

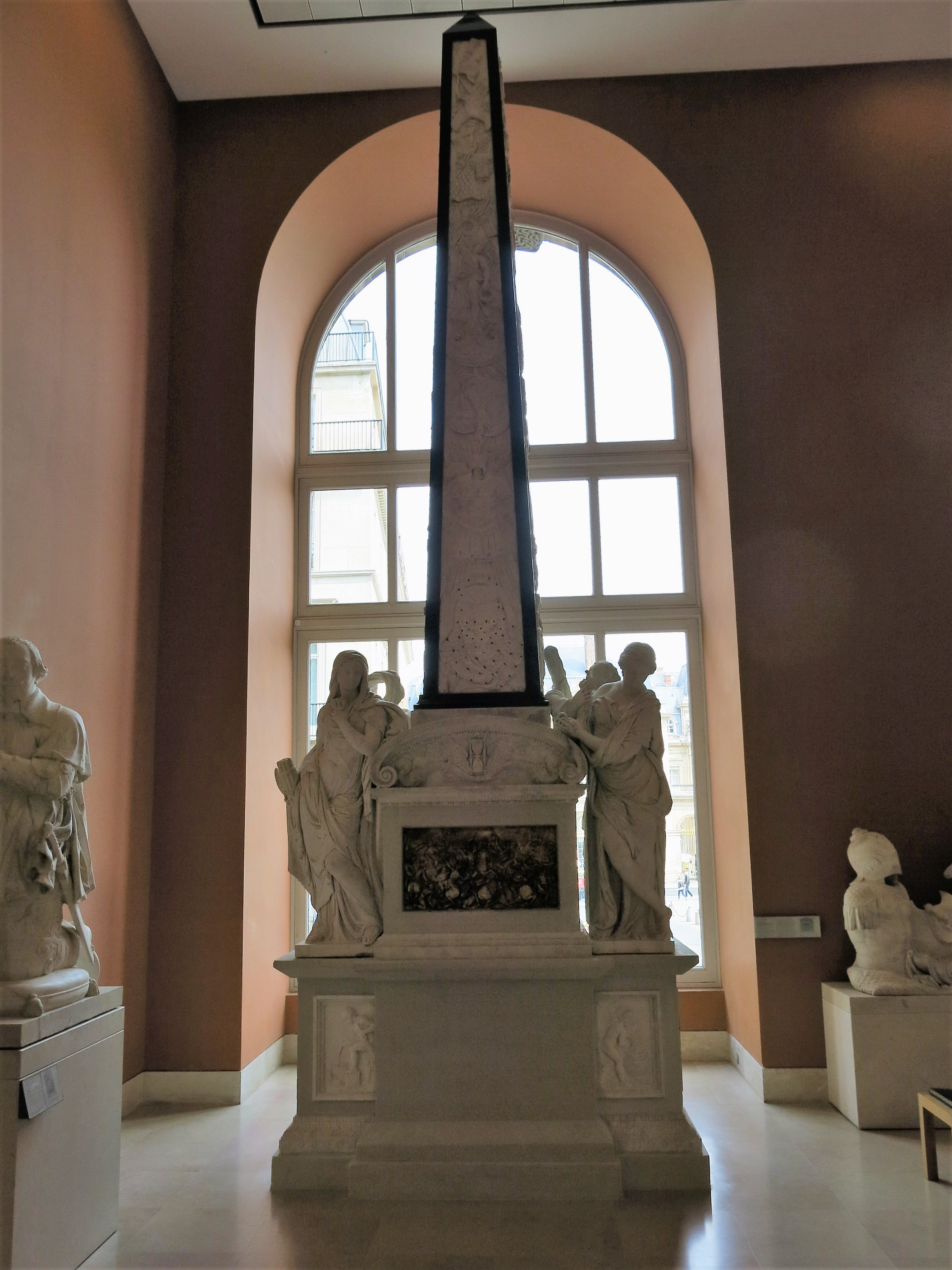
アンリ1世の記念碑（ルーヴル美術館蔵）

アンリ1世・ドルレアン＝ロングヴィル（フランス語：Henri I d'Orléans-Longueville, 1568年 - 1595年4月8日）は、ロングヴィル公（在位：1573年 - 1595年）。1589年から1595年まで侍従長（Grand Chambellan de France）をつとめた。

## 生涯
アンリ1世はロングヴィル公レオノールとエストゥトヴィル女公・サン＝ポル女伯マリー・ド・ブルボン（1539年 - 1601年、サン＝ポル伯フランソワ1世の娘）の長男として生まれた。1573年に父レオノールが死去し、ロングヴィル公、ヌーシャテル公、サン＝ポル伯、デュノワ伯およびタンカルヴィル伯の位を継承した。1588年3月1日、アンリ1世はヌヴェール公ルドヴィーコ・ゴンザーガの娘カトリーヌと結婚し、唯一の息子アンリ2世をもうけた。
アンリ1世はピカルディーの総督をつとめ、1589年5月にサンリスでオマール公シャルルが率いるカトリック同盟軍を破った。アンリ3世が殺害された後、アンリ1世はフランス王位を継いだアンリ4世に忠誠を誓い、ピカルディーに駐在する軍の指揮権を与えられ、侍従長となった。
アンリ1世は1595年にアミアンで死去した。フランソワ・アンギエ（en）が製作したアンリ1世と息子アンリ2世の記念碑は現在ルーヴル美術館で見ることができる。
ウィリアム・シェイクスピアの『恋の骨折り損』に登場するロンガヴィルはアンリ1世より想を得ているという。